# 原希美
原 希美（はら のぞみ、1991年3月9日 - ）は、宮崎県延岡市出身のハンドボール選手。日本ハンドボールリーグの三重バイオレットアイリス所属。
実弟はハンドボール選手の原健也。

## 経歴
宮崎学園高等学校時代は2006年に日本代表U-16に選出。
2008年は第2回女子ユース世界選手権大会の日本代表U-18に選ばれた。
高校卒業後は日本体育大学へ進学。2009年は第10回女子ジュニアアジア選手権の日本代表U-20に選出された。
2010年は関東学生ハンドボール・春季リーグで優秀新人賞を受賞。同年は第17回女子ジュニア世界選手権に選ばれた。
2011年は春季リーグ・秋季リーグで優秀選手賞を受賞。
2012年は春季リーグで優秀選手賞を受賞。春季リーグでは特別賞を受賞した。
2013年1月に日本ハンドボールリーグの三重バイオレットアイリスへ加入。2012-13年シーズンは選手登録されたが、出場機会のないままシーズンを終えた。5月には第1回U-22東アジア選手権の日本代表に選ばれた。同年は日韓定期戦で日本代表に初選出された。7月には全日本社会人ハンドボール選手権大会で最優秀新人賞を受賞。
2013-14年シーズンはリーグ6位の82得点を記録し、最優秀新人賞を獲得した。
2016-17年シーズンから主将に就任。しかし、2016年9月22日の飛騨高山ブラックブルズ岐阜戦で左膝の半月板を損傷し、2か月間離脱することとなった。2017年1月7日の高山戦で復帰。怪我の状態から出場機会は減ったものの、チームは史上初のプレーオフへ進出。北國銀行との準決勝では自身も出場したが、チームは20対23で敗れた。シーズンオフの4月5日にMVIと2017-18年シーズンの契約を更新した。
2017-18年シーズンは開幕から3試合に出場していたが、9月13日に左膝の再手術を行い、再び離脱することとなった。
2018-19年シーズンはリーグ9位となる84得点を記録。

## 詳細情報

### 年度別成績
| 年       | チーム   | 試合 | フィールド 得点 | 率   | 7m    | 合計    | 警告 | 退場 | 失格 |
| -------- | -------- | ---- | --------------- | ---- | ----- | ------- | ---- | ---- | ---- |
| 2012-13  | MVI      | 0    | -               | -    | -     | -       | -    | -    | -    |
| 2013-14  | MVI      | 18   | 82/235          | .349 | 23/30 | 105/265 | 7    | 4    | 0    |
| 2014-15  | MVI      | 18   | 66/180          | .367 | 0/0   | 66/180  | 8    | 4    | 0    |
| 2015-16  | MVI      | 11   | 28/86           | .302 | 12/16 | 40/102  | 5    | 6    | 0    |
| 2016-17  | MVI      | 11   | 18/33           | .545 | 13/17 | 31/50   | 4    | 4    | 0    |
| 2017-18  | MVI      | 23   | 29/71           | .408 | 16/18 | 45/89   | 4    | 3    | 0    |
| 2018-19  | MVI      | 24   | 75/131          | .573 | 9/17  | 84/148  | 4    | 5    | 0    |
| JHL：7年 | JHL：7年 | 105  | 298/736         | .405 | 73/98 | 371/834 | 32   | 26   | 0    |

- 各年度の太字はリーグ最高

### JHLプレーオフ
| 年      | チーム | 試合                                                       | フィールド 得点 | 率   | 7m  | 合計 | 警告 | 退場 | 失格 |
| ------- | ------ | ---------------------------------------------------------- | --------------- | ---- | --- | ---- | ---- | ---- | ---- |
| 2016-17 | MVI    | 北國銀行戦 (準決勝)                                        | 2/4             | .500 | 0/1 | 2/5  | 0    | 0    | 0    |
| 2017-18 | MVI    | ソニーセミコンダクタマニュファクチャリング戦 (1stステージ) | 3/6             | .500 | 1/1 | 4/7  | 0    | 0    | 0    |
| 2018-19 | MVI    | オムロン戦 (1stステージ)                                   | 3/5             | .600 | 1/1 | 4/6  | 1    | 0    | 0    |

### タイトル・表彰

#### 日本ハンドボールリーグ
- 最優秀新人賞 (2013年)

#### 社会人選手権
- 最優秀新人賞 (2013年)

### 記録

#### 日本ハンドボールリーグ
- フィールドゴール初得点：2013年8月31日、対北國銀行戦（小松総合体育館）[22]
- 7mスロー初得点：2013年9月15日、対飛騨高山ブラックブルズ岐阜戦（大垣市総合体育館）[23]
- 通算200得点：2016年2月13日、対北國銀行戦（鈴鹿市立体育館）[24]
- 通算300得点：2018年10月27日、対広島メイプルレッズ戦（四日市中央緑地体育館）[25]

### 背番号
- 20 (2013年 - )

## 代表歴

### 日本代表
- オリンピック予選 (リオデジャネイロ五輪アジア予選/世界最終予選)
- 世界選手権 (2013年・2015年・2017年)
- アジア選手権 (2015年・2017年・2018年)
- アジア競技大会 (2014年・2018年)
- ジャパンカップ (2017年・2019年)
- ヒロシマ国際大会 (2013年・2014年・2015年・2016年)
- 日韓定期戦 (2013年・2014年・2016年・2017年・2018年・2019年)
- おりひめJAPAN トライアルゲームズ (2018年)
- 欧州遠征 (2019年)

#### 大会別成績
| 年     | 大会                  | 対戦国                       | フィールド 得点 | 率    | 7m  | 合計 | 警告 | 退場 | 失格 |
| ------ | --------------------- | ---------------------------- | --------------- | ----- | --- | ---- | ---- | ---- | ---- |
| 2015年 | リオ五輪 アジア予選   | ウズベキスタン戦             | 8/9             | .889  | 0/1 | 8/10 | 0    | 0    | 0    |
| 2015年 | リオ五輪 アジア予選   | 中華人民共和国戦             | 1/6             | .167  | 0/0 | 1/6  | 1    | 0    | 0    |
| 2015年 | リオ五輪 アジア予選   | カザフスタン戦               | 7/7             | 1.000 | 0/0 | 7/7  | 1    | 0    | 0    |
| 2015年 | リオ五輪 アジア予選   | 韓国戦                       | 2/3             | .667  | 1/1 | 3/4  | 1    | 0    | 0    |
| 2015年 | 世界選手権            | デンマーク戦 (予選)          | 2/4             | .500  | 0/0 | 2/4  | 0    | 0    | 0    |
| 2015年 | 世界選手権            | モンテネグロ戦 (予選)        | 3/4             | .750  | 0/0 | 3/4  | 0    | 0    | 0    |
| 2015年 | 世界選手権            | チュニジア戦 (予選)          | 9/14            | .643  | 0/0 | 9/14 | 1    | 2    | 0    |
| 2015年 | 世界選手権            | セルビア戦 (予選)            | 3/6             | .500  | 0/0 | 3/6  | 0    | 1    | 0    |
| 2015年 | 世界選手権            | ハンガリー戦 (予選)          | 2/7             | .286  | 0/0 | 2/7  | 1    | 2    | 0    |
| 2015年 | 世界選手権            | 中華人民共和国戦 (17-20位戦) | 3/8             | .375  | 0/0 | 3/8  | 1    | 0    | 0    |
| 2015年 | 世界選手権            | プエルトリコ戦 (19-20位戦)   | 2/3             | .667  | 0/0 | 2/3  | 1    | 1    | 0    |
| 2016年 | リオ五輪 世界最終予選 | チュニジア戦                 | 3/4             | .750  | 0/0 | 3/4  | 0    | 0    | 0    |
| 2016年 | リオ五輪 世界最終予選 | オランダ戦                   | 1/4             | .250  | 0/0 | 1/4  | 0    | 0    | 0    |
| 2016年 | リオ五輪 世界最終予選 | フランス戦                   | 1/2             | .500  | 0/0 | 1/2  | 1    | 1    | 0    |
| 2017年 | 世界選手権            | ブラジル戦 (予選)            | 1/3             | .333  | 6/6 | 7/9  | 1    | 0    | 0    |
| 2017年 | 世界選手権            | デンマーク戦 (予選)          | 0/0             | -     | 2/3 | 2/3  | 0    | 0    | 0    |
| 2017年 | 世界選手権            | モンテネグロ戦 (予選)        | 0/0             | -     | 2/2 | 2/2  | 1    | 0    | 0    |
| 2017年 | 世界選手権            | ロシア戦 (予選)              | 1/2             | .500  | 4/5 | 5/7  | 0    | 1    | 0    |
| 2017年 | 世界選手権            | チュニジア戦 (予選)          | 2/3             | .667  | 1/1 | 3/4  | 0    | 2    | 0    |
| 2017年 | 世界選手権            | オランダ戦 (決勝T1回戦)      | 1/1             | 1.000 | 2/2 | 3/3  | 0    | 0    | 0    |